# Михайло Щуровський
отець Михайло Щуровський (1867 — ?) — священник УГКЦ, парох у Маркові у період між двома світовими війнами, до 1944 року.

## Біографія
Народився 1867 року. Після навчання в семінарії висвячений на одруженого священника 13 березня 1892 року. Був співробітником на парафіях у селах Велика Вишенька (1892—1893), Повітно (1893—1896) і Тисів (1896—1897). З 1897 року — парох в с. Маркова. Під час Першої світової війни у 1915—1918 роках був тимчасовим адміністратором парафії в с. Нинів Долішній.
Став одним із основоположників товариства «Просвіта» в селі Маркова.
Після нападу УПА на село у ніч з 14 на 15 січня 1944 року, коли поміж інших поляків було вбито й католицького священника о. Миколу Ференса, Михайло Щуровський вирішив покинути Маркову. Про свій намір він оголосив 30 січня 1944 року на відправі, оголосивши: «Я поміж бандитів не хочу вмирати. Шкода моєї 30-річної роботи»